# Bartolomé de Lences
Bartolomé de Lences (siglo XVI – f. ¿ib.?, primera mitad del siglo XVII) fue un funcionario español que fue nombrado al mismo tiempo de forma interina como gobernador de la provincia de Nicaragua y de la de Costa Rica desde finales de 1591 hasta principios de 1593. 

## Biografía
Se trasladó a América alrededor de 1572, ya que el 1 de abril de ese año una real cédula de Felipe II le concedió un almojarifazgo de 200 pesos con motiuvo de su viaje a la Nueva España (México).
Era gobernador interino de Nicaragua en noviembre de 1591, cuando fue nombrado por la Real Audiencia de Guatemala como gobernador interino de Costa Rica, por haber muerto Diego de Artieda Chirino y Uclés.
Durante toda su administración y mando interino de ambas provincias, aparentemente residió en la de Nicaragua, por lo que es posible que en la de Costa Rica delegara funciones en su teniente de gobernador Antonio Álvarez Pereyra, el cual podría haber sido quien realmente continuara ejerciendo el mando efectivo de la provincia hasta enero de 1593 —aunque todavía es una hipótesis no confirmada— cuando lo asumió el nuevo gobernador interino Gonzalo de Palma, que había sido nombrado el pasado 8 de marzo de 1592 por Pedro Mayén de Rueda, presidente de la Real Audiencia.